# Маркарий
Маркарий (на латински: Marcarius; † 787) е херцог на Фриули от 776 до 787 г.

## Биография
Той е първият херцог, назначен от Карл Велики, след въстанието на лангобардския херцог Хродгауд († 776). Маркарий е сменен от Унрох I (787 – 789) и след това от Ерик, роднина, зет на Карл Велики.